# Liolaemus parvus
Espèce
Statut de conservation UICN

 LC  : Préoccupation mineure
Liolaemus parvus est une espèce de sauriens de la famille des Liolaemidae.

## Répartition et habitat
Cette espèce est endémique d'Argentine. Elle se rencontre entre 2 700 et 3 500 m d'altitude du centre-ouest de la province de La Rioja au nord-est de la province de Mendoza. Elle vit dans la puna.

## Étymologie
Le nom de cette espèce, parva, vient du latin parvus qui signifie « petit ».

## Publication originale
- Quinteros, Abdala, Gómez & Scrocchi, 2008 : Two new species of Liolaemus (Iguania: Liolaemidae) of Central West Argentina. South American Journal of Herpetology, vol. 3, no 2, p. 101-111.